# 飯田加一
飯田 加一（いいだ かいち、1949年10月9日 - 2016年11月28日）は、東京都武蔵野市出身の元競艇選手。登録番号2679。身長166cm。血液型O型。36期。東京支部所属。
同期は高山秀則、今垣武志らがいる。

## 経歴・人物
- 競艇選手では異色の大卒（東海大学理学部物理学科卒業）の経歴で、当時としては大卒競艇選手の第1号であった。元々は航空物理学を専攻し、日本航空・全日空のパイロット試験に身長が足りずに不合格となり、競艇界に進んだ変り種。その後の規定変更で、競艇選手になるには4年制大卒だと年齢制限に抵触するようになったため、4年制大卒で競艇選手になるには、飛び級で大学を卒業するか、選手を続けながら大学に通うかのいずれか[3]でないと2008年度までは不可能だったが、2009年度からやまと競艇学校（現・やまと学校）の競艇選手募集の年齢が再度変更され、29歳まで引き上げられたため、現在では可能となった[4]。
- 元々は天文学をやりたかったとのことだが、日本で天文学を学べる大学が少なく、自らの学力では入学が難しいと判断して物理学の方向に転向したという。しかし、物理学に進んだのは本意ではなかったことから、レーサー・パイロットの分野に関心が向くようになり、「養成費が無料」[5]という点に惹かれて競艇選手を志したと語っている[6]。
- 大学時代に物理学を専攻していた事もあり、モンキーターンと言うテクニックを初めて使った選手。このモンキーターンはウィンドサーフィンのレースにおける選手のテクニックからヒントを得たもので[6]、今でこそ当たり前のテクニックになっているが、当時としては珍しいテクニックだった。
- 一時期、病気で戦列を離れていた。このとき、飯田は競艇誌のインタビューで「動物が大好きだから、ムツゴロウ王国で勤務させてもらおうと思っていた」と語っている。
- 芸術センスに長け、歌手としてインディーズレーベルでCDを多数出している他、作曲家として選手のイメージテーマを作曲したり、水墨画はプロ顔負けの腕前で水墨画の個展を開くほど。2007年2月5日、多摩川競艇場で飯田の次男と、支部の後輩の小林拓児の3人で「モンキーターン」という一日限定のバンドを組んでミニライブを行いオリジナル曲を披露した。
- 趣味の1つにけん玉があり、初段の腕前もある。そのスタイルは競艇の時同様真剣な眼差しである。本人いわく、集中力を養うために始めた。
- 2012年3月26日付で選手登録を抹消、競艇から引退した。ラストレースは同年1月22日の徳山競艇場だった[7]。

## 業績
現在の競艇界でモンキーターンする選手が多数いることをみても、飯田加一の業績は大きい。しかしながら、飯田自身は長らくタイトル制覇に縁がない選手であった。しかし1992年、ついに多摩川競艇場にて関東地区選手権を制したことによりタイトルホルダーの仲間入りを果たした。

## 選手経歴
- 1972年、第36期選手養成員として本栖研修所に入所。
- 1973年9月20日、選手登録。
- 1973年11月8日から平和島競艇場で開催された 一般戦でデビュー。デビュー節でいきなり1着を取る。
- 1977年2月5日から蒲郡競艇場で開催された 一般戦で初優出を果たす。 （デビュー3年4カ月）
- 1978年10月24日から徳山競艇場で開催された 一般戦で初優勝を果たす。（デビュー5年1カ月）
- 1981年2月6日から桐生競艇場で開催された G1「第26回 関東地区選手権」でG1初出場を果たす。（デビュー7年4カ月）
- 1981年7月31日から平和島競艇場で開催された SG「第27回モーターボート記念」でSG初出場を果たす。（デビュー7年10カ月）
- 1981年8月27日から常滑競艇場で開催された G1「第28回 周年記念」でG1初優出を果たす。（デビュー7年11カ月）
- 1992年2月8日から多摩川競艇場で開催された G1「第37回 関東地区選手権」でG1初優勝を果たす。（デビュー18年4カ月）
- 1992年、三国競艇場で開催された G1「第38回 周年記念競走」で2回目となるG1優勝を果たす。
- 1993年3月18日から戸田競艇場で開催された SG「第28回総理大臣杯」でSG初優出を果たす[8]。（5着）
- 2012年1月18日から徳山競艇場で開催された 一般戦「FMYエフエム山口杯争奪　西京ストリートバトル」5日目第3Rが現役ラストラン。（3着）

## 戦績
- 出走回数 7363回
- 優出回数 197回
- 優勝回数 42回
- 1着 1488回
- フライング(F)回数 24回
- 出遅れ(L)回数 8回
- 通算勝率 5.78
- 2連対率 39.30
- 3連対率 57.29
- 生涯獲得賞金 752,949,846円